# Distretto di Mena
Il distretto di Mena (in ucraino Менський район?) era un distretto (rajon) dell'Ucraina, situato nell'oblast' di Černihiv. Il suo capoluogo era Mena. È stato soppresso con la riforma amministrativa del 2020.